# Pseudognaphalium attenuatum
La gordolobo (nombre común de varias especies), Pseudognaphalium attenuatum, es una especie de plantas de la familia de las asteráceas.

## Descripción
Son hierbas perennes, erectas, que alcanzan un tamaño de 0.5–2 m de alto; tallos escasamente ramificados, lanosos con tomento blanco, aracnoide. Hojas linear-lanceoladas a elípticas, 6–11 cm de largo y 0.6–1.5 cm de ancho, ápice atenuado, base atenuada, ligeramente decurrente sobre el tallo, haz escasamente aracnoide, envés lanoso-tomentoso. Capitulescencias paniculadas; capítulos 3–5 mm de largo; involucros campanulados; filarias ca 30, en 3–4 series, imbricadas, pajizas a blancas, las exteriores ovadas, 2.3–3 mm de largo y 1–1.3 mm de ancho, ápice agudo, las internas oblanceoladas a lanceoladas, 3.5–4 mm de largo y 0.4–1 mm de ancho, ápice agudo a obtuso; receptáculos ca 1–1.6 mm de ancho; flósculos pistilados (26–) 30–40, las corolas 2.7–3 mm de largo, ligeramente ensanchadas en el nectario, ápice 2–5-hendido, glandulosas; flósculos del disco (2–) 3–7, las corolas 2.8–3 mm de largo. Aquenios elipsoides, 0.75–0.8 mm de largo, 4–5-nervios, glabros; vilano ca 2.8 mm de largo.

## Distribución y hábitat
Especie común, se encuentra frecuentemente en ambientes alterados, zonas pacífica y norcentral; a una altitud de 560–1500 m; fl y fr todo el año; desde México a Panamá.

## Propiedades
Sus cualidades medicinales se aprovechan, en Michoacán, para quitar el dolor de estómago y el espasmo; en Oaxaca, contra la gastritis, y en Puebla, para aliviar el ardor del estómago y la bilis de los riñones.
Asimismo, se usa contra trastornos respiratorios como tos, ronquera, y gripa. El tratamiento implica la utilización de la parte aérea de la planta preparada en cocción y administrada por vía oral.

## Taxonomía
Gnaphalium attenuatum fue descrita por Augustin Pyrame de Candolle y publicado en Prodromus Systematis Naturalis Regni Vegetabilis 6: 228. 1837[1838].
Etimología
Gnaphalium: nombre genérico que viene de la palabra griega "gnaphalon" y significa "mechón de lana" en alusión al aspecto lanudo de estas plantas. El nombre científico actualmente aceptado (Gnaphalium) fue propuesta por Carlos Linneo (1707 - 1778) biólogo y escritor sueco, considerado el padre de la moderna clasificación científica de los seres vivos, en la publicación "Species Plantarum" en 1753.
attenuatum: epíteto latino que significa "débil".